# El Bravo
El Bravo ist eine italienische Comicserie, die 1952 von dem Comicautor Gian Giacomo Dalmasso und dem Zeichner Franco Bignotti entwickelt wurde. Die Geschichte um den maskierten Rächer El Bravo, der den Schwachen zur Seite steht, entstand in Anlehnung an die Gestalt des Zorro im Jahr 1952 für das Verlagshaus Torelli. Das Indizierungsverfahren für die Hefte Nummer 85 und 86 brachte in Deutschland eine zwölfmonatige Dauerindizierung der Heftreihe durch die Bundesprüfstelle für jugendgefährdende Schriften mit sich, was zu diesem Zeitpunkt die bislang längste Dauerindizierung war.

## Veröffentlichung in Deutschland
Der in Hannover ansässige Walter Lehning Verlag erweiterte mit der Veröffentlichung von El Bravo zusammen mit zwei weiteren Heftreihen im Jahr 1953 sein Programm um die Sparte Comics. Die mittels Rotationsdruck im Piccolo-Format hergestellten Hefte waren für 20 Pfennig erhältlich. Der Veröffentlichungsrhythmus war anfangs wöchentlich, wurde aber im Zuge einer Änderung der Veröffentlichungspolitik des Verlags im Jahr 1955 auf zweiwöchentlich geändert. Aufgrund einer zwölfmonatigen Dauerindizierung wurde El Bravo im selben Jahr nach Veröffentlichung von insgesamt 86 Nummern eingestellt. Erst zu Beginn der 1960er-Jahre erlebte die Comicserie unter dem Titel Marco eine Fortsetzung in leicht abgewandelter Form. Insgesamt wurden von Marco 48 Hefte publiziert.
Ein Nachdruck der Lehning-Reihe aus den 1950er-Jahren erfolgte in den Jahren 1979 und 1980 durch den Norbert Hethke Verlag. Eine Fortsetzung von El Bravo durch denselben Verlag erfolgte von September 2003 bis Juli 2005 mit dem Untertitel 2. Piccolo-Bilderserie.

## Indizierungen
Die Hefte mit den Nummern 71, 72, 85 und 86 wurden in den Jahren 1954 und 1955 von der Bundesprüfstelle für jugendgefährdende Schriften indiziert. War die Indizierung der Hefte 71 und 72 jeweils nur heftbezogen, so brachte das Indizierungsverfahren für die Hefte 85 und 86 eine Dauerindizierung der Reihe von zwölf Monaten mit sich. Die Indizierung der Hefte 71 und 72 wurde am 15. Dezember 1954 im Bundesanzeiger Nr. 241 verkündet; die Verkündigung der Indizierung der Hefte 85 und 86 erfolgte in der Nr. 38 des Bundesanzeigers vom 24. Februar 1955.
Aufgrund einer Gesetzesänderung wurden die Indizierungen im Jahr 2002 automatisch aufgehoben.